# Быков, Леонид Петрович
Леони́д Петро́вич Бы́ков (род. 7 сентября 1947, Сухой Лог, Свердловская область) — советский и российский литературовед, доктор филологических наук (1995), профессор.

## Биография
Окончил филологический факультет Уральского университета. Специалист по русской поэзии XX века: кандидатская диссертация «Жанровые разновидности русской советской поэмы 1929—1936 годов» (1977), докторская «Русская поэзия 1900—1930-х годов: проблема творческого поведения» (1995). Профессор (с 1996 г.), заведующий кафедрой русской литературы XX века (с 1991 г.) Уральского университета.
С 1971 г. публикует статьи и рецензии о современной литературе, а также о театре, в журналах «Урал», «Литературное обозрение», «Октябрь», «Новый мир», «Знамя» и др. Некоторые критические статьи Леонида Быкова собраны в книге «Уроки времени: Критические тетради» (Свердловск, 1988) и вошли в состав коллективного сборника «Русская литература XX века: проблемы и имена» (Екатеринбург, 1994). С 1993 г. член редколлегии журнала «Урал».
Леонид Быков постоянно выступает составителем, автором предисловий и комментариев к изданиям русских писателей XX века — в частности, А. Твардовского, Н. Заболоцкого, А. Ахматовой, Б. Пастернака, О. Мандельштама, М. Цветаевой, М. Волошина, Н. Гумилёва, Б. Окуджавы, А. Вознесенского, В. Шаламова, В. Шукшина, А. Солженицына, Г. Владимова, Ю. Трифонова, А. Вампилова, Г. Горина, Б. Ахмадулиной и др. Л. П. Быков опубликовал более 100 научных статей и рецензий.

## Основные работы
- Уроки времени: Критические тетради. — Свердловск, 1988.
- Русская литература XX века: Проблемы и имена. — Екатеринбург, 1994.
- Книга не только о стихах. — Екатеринбург, 2007.
- В своем кругу: Банкетная лирика и прочее. Фрагменты. — Екатеринбург, 2010.